# Emil Racoviță

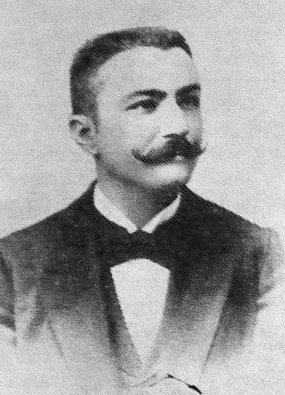
Portret van Emil Racovitza

Emil Gheorghe Racoviță (Émile G. Racovitza) (Iași, 1868 – Cluj, 1947) was een Roemeens bioloog en ontdekkingsreiziger die deelnam aan de Belgische Antarctische expeditie van 1897-1899 onder leiding van Adrien de Gerlache.

## Belgische Antarctische Expeditie
Racovitza studeerde rechten en natuurwetenschappen aan de Sorbonne-Universiteit in Parijs, waar hij ook een doctoraatstitel behaalde. Toen tijdens de voorbereidingen van de Belgica-expeditie de Noor Beduckab afzag van zijn positie als bioloog aan boord van het schip, moest de Gerlache op zoek naar een vervanger. Henryk Arctowski, een van de wetenschappers van de expeditie, zag in Racovitza de geschikte persoon om de functie van zoöloog en botanicus over te nemen. Racovitza vertoonde veel interesse en kreeg de toestemming om zijn legerdienst sneller te verlaten om te kunnen deelnemen aan de expeditie. Samen met Antoine Dobrowolski, Henryk Arctowski, Emile Danco en Frederick Cook, zou Racovitza het wetenschappelijke team van de expeditie vormen. De Belgica verliet de haven van Antwerpen op 16 augustus 1897 en zette koers richting Antarctica.

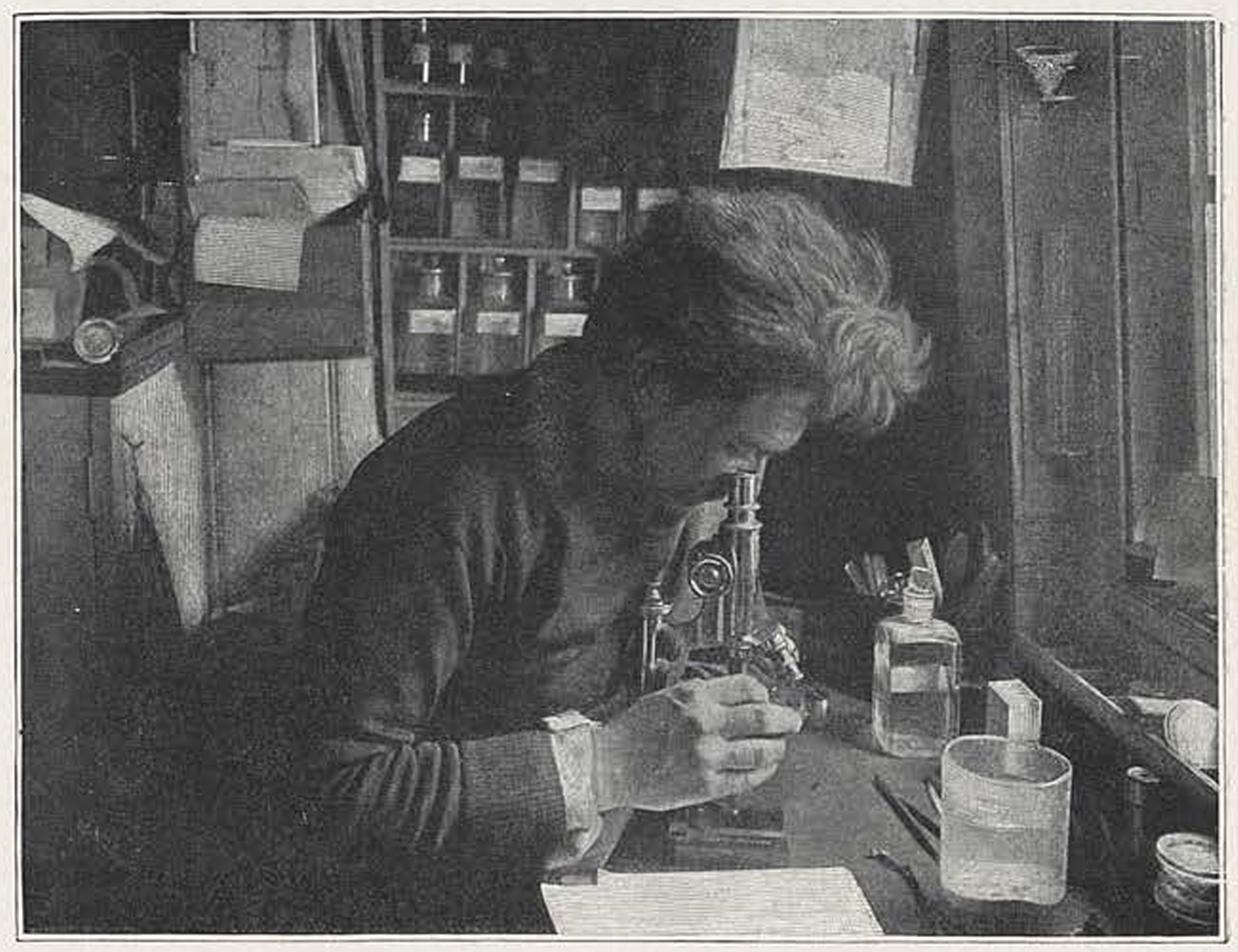
Racovitza in zijn laboratorium

Na een tussenstop van de Belgica in Rio de Janeiro in oktober 1897 verliet Racovitza de Belgische expeditie tijdelijk, om met een ander schip mee te kunnen reizen en in de Straat van Magellaan enkele biologische observaties te doen. Zo’n twee weken later zou de Roemeen zich te Punta Arenas opnieuw aan boord van de Belgica voegen. Doorheen de hele reis ontdekte hij vele nieuwe diersoorten, waarvan er sommige naar hem werden vernoemd, en hield hij zich bezig met het observeren van het gedrag van zeehonden, walvissen en pinguïns. In zijn werk werd hij bijgestaan door Johan Koren.
Naast zijn werkzaamheden als zoöloog en botanicus probeerde Racovitza ook de moraal op het schip hoog te houden door spotprenten te maken, waarin zijn mede bemanningsleden het een voor een in de tekeningen moesten bekopen.
Op 28 februari 1898 kwam de Belgica vast te zitten in het ijs, waar het een jaar zonder beweging zou blijven vast zitten. Bovendien begon niet veel later ook de zogenaamde poolnacht, waarbij de zon een heel etmaal de hemel niet meer zou versieren. Veel expeditieleden kregen te maken met fysieke en mentale ziektes door het gebrek aan zonlicht en vers eten. Ook Racovitza voelde zich gedurende de poolnacht niet optimaal.

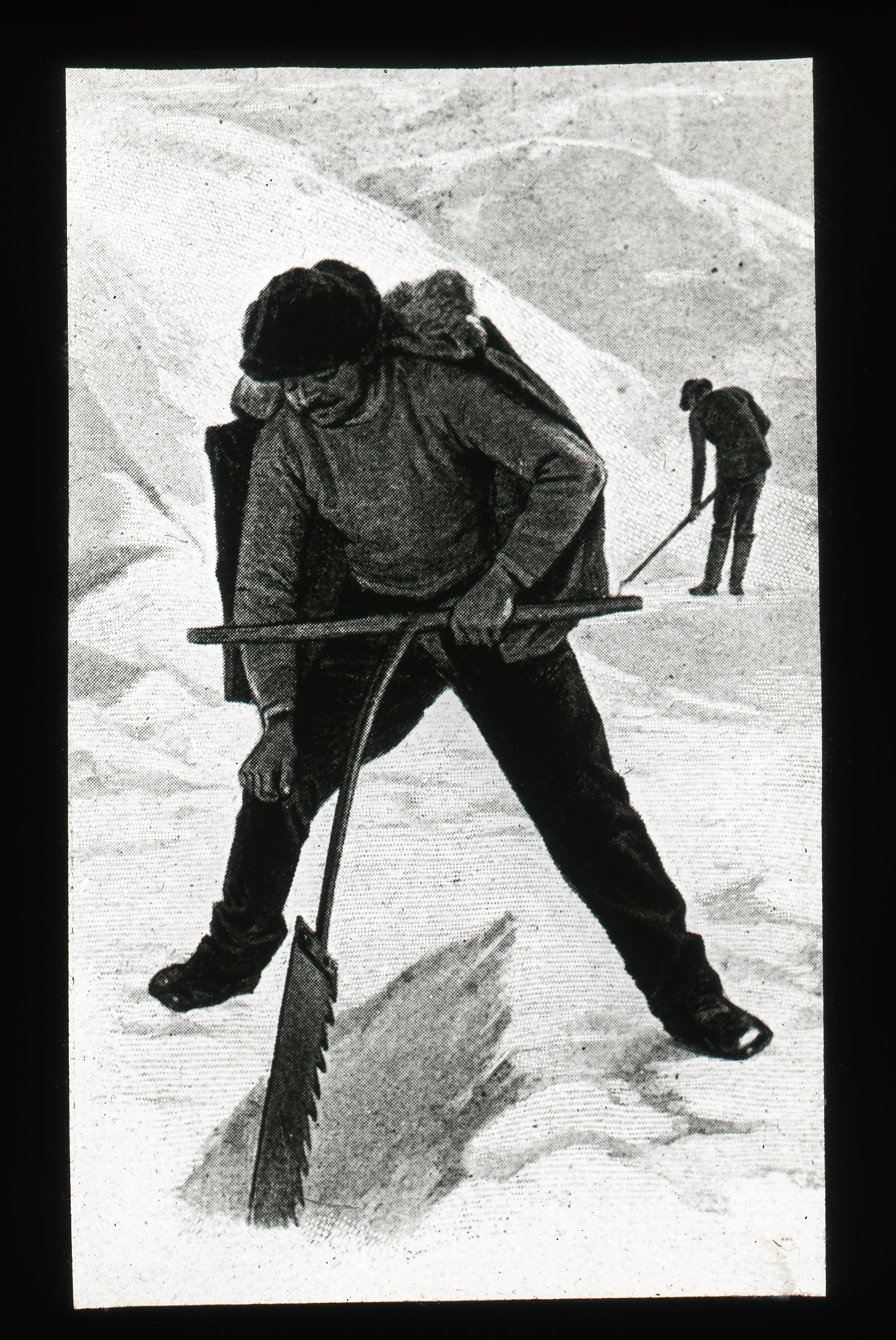
Racovitza die probeert de Belgica te bevrijden

Uiteindelijk raakte de Belgica bevrijd uit het ijs, en bereikte op 28 maart 1899 Punta Arenas. Van daaruit vertrok Racovitza met een passagiersschip terug naar Europa. Terug in België zou hij benoemd worden tot ridder in de Orde van Leopold en kreeg hij een zilveren medaille van het Koninklijk Belgisch Aardrijkskundig Genootschap.

## Na de expeditie
Na de expeditie keerde Racovitza terug naar Parijs, waar hij het hoofd werd van het laboratorium voor anatomie aan de Sorbonne en adjunct-directeur van het 'Arago'-laboratorium te Banyuls-sur-Mer. In 1900 publiceerde hij de resultaten van zijn werk aan boord van de Belgica, getiteld "La vie des animaux et des plantes dans l`Àntarctique." Racovitza keerde in 1920 terug naar Roemenië waar hij professor werd aan de Universiteit van Cluj. In datzelfde jaar richtte hij er ook een Speleologisch Instituut op. Racovitza was begeesterd door speleologie en wordt vaak de grondlegger van de biospeleologie genoemd. Op 19 november 1947 overleed Emile Racovitza te Cluj.
In 2006 werd het Australische Law Station op Antarctica geschonken aan Roemenië en werd het omgedoopt tot Law-Racoviță-Negoiță Station om zowel de Australische Phillip Law als de Roemeense Emile Racovitza te eren.